# Cvasisatelit

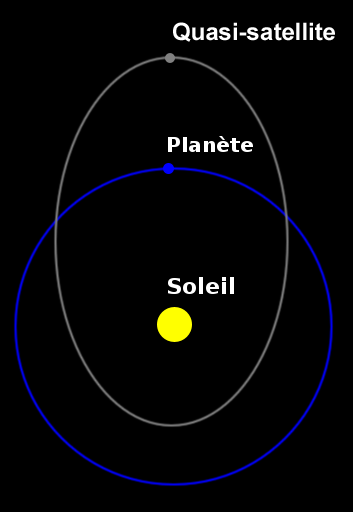
Orbita unui cvasisatelit generic

În astronomie, un cvasisatelit este un asteroid care coorbitează cu o planetă în jurul Soareui, pe o orbită eliptică proprie și a cărei excentricitate orbitală este superioară aceleia a orbitei  planetei, dar are aceeași longitudine medie ca și aceea a planetei. Văzut de pe planetă, asteroidul pare să realizeze o revoluție în jurul ei fără a fi totuși, în mod tehnic, pe orbită în jurul ei. Este, prin urmare, vorba mai mult de un companion decât un real satelit natural.
Mișcarea unui cvasisatelit este un exemplu de mișcare coorbitală caracteristică a obiectelor aflate în rezonanță 1 :1 cu mișcare medie. Celelalte două tipuri de mișcare coorbitală sunt orbita în mormoloc, caracteristică troienilor, și orbita în potcoavă.

## Istorie
Existența cvasisateliților a fost sugerată, pentru prima oară , la sfârșitul anului 1913, de către astronomul britanic John Jackson (1887-1958).
Expresia „cvasisatelit” a fost utilizată, pentru prima oară, în 1997, de către Seppo Mikkola și Kimmo Innanen.

## Descriere

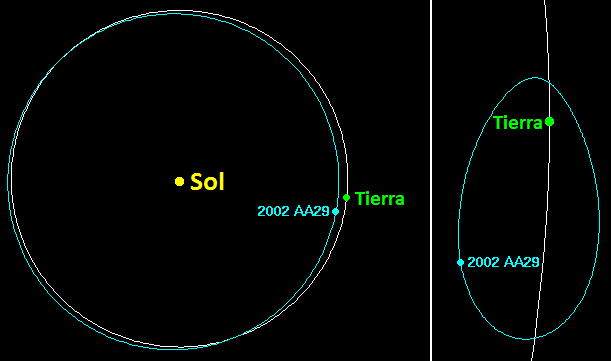
Orbita asteroidului 2002 AA_{29} în 2589: la stânga vederea în referențialul Soarelui, la dreapta vederea în referențialul terestru.

Cvasisateliții sunt o soluție particulară a problemei astronomice a sistemelor cu trei corpuri. Ea privește, prin urmare, două obiecte aflate în revoluție în jurul unui al treilea corp mai masiv (în general o  planetă și un asteroid în jurul unei stele), dar care face, totuși, același timp pentru a-și parcurge orbita (rezonanță orbitală 1 :1).
Există numeroase exemple de rezonanță 1 :1 în Sistemul Solar, ca asteroizii troieni plasați în punctele Lagrange L4 și L5 ale lui Jupiter, sau ca 3753 Cruithne, asteroid companion al Terrei, a cărei orbită pare să descrie, văzută de pe Terra, o potcoavă. Totuși, spre deosebire de aceste corpuri, cvasisateliții par să se rotească în jurul planetei pe care o însoțesc, pentru un observator situat pe aceasta, împlinind o revoluție în același timp care-i trebuie planetei să facă o revoluție în jurul stelei sale.
În mod formal, un cvasisatelit orbitează în jurul stelei și nu în jurul planetei ca un veritabil satelit. Dar dacă asteroidul rămâne relativ aproape de aceasta, el este prea îndepărtat pentru a fi legat gravitațional. Totuși, perturbațiile gravitaționale i-au îndoit orbita pentru ca, pe de o parte, el se rotește în jurul stelei în același timp cu planeta (pe o orbită mai excentrică, care nu este în mod necesar situată în același plan) și, pe de altă parte, pe o orbită a cărei axă majoră are aproape aceeași orientare ca și aceea a planetei.
Când asteroidul este cel mai aproape de stea, el depășește planeta. Cum orbita sa este excentrică, el încetinește apoi și se îndepărtează și ajunge să depășească planeta pe orbită. Văzut de pe aceasta, totul se petrece ca și cum dacă, de-a lungul unui an, asteroidul s-ar roti puțin câte puțin în jur, descriind o traiectorie care nu este nici circulară, nici chiar elipsă, ci în formă de bob de fasole.

## Stabilitate și tranziții QS-HS
O orbită cvasisatelitară nu este în general stabilă. În cazul Pământului, asteroizii 2002 AA29 și (164207) 2004 GU9 sunt în acest moment cvasisateliți, situație care n-ar trebuie să dureze mai mult de vreo zece ani. Apoi vor relua o orbită în potcoavă (într-un mod asemănător cu 3753 Cruithne) și este imposibil să se spună cu certitudine dacă vor redeveni cvasisateliți peste câteva secole.
Un asteroid a cărui orbită este suficient de înclinată și / sau excentrică este susceptibil să treacă de la o mișcare de tip cvasisatelit (QS) la o mișcare de tip potcoavă (HS, de la cuvântul din engleză horseshoe: „potcoavă”) și invers. Animația alăturată arată cazul asteroidului 2001 GO2, care va traversa două din aceste tranziții în următoarele secole: mișcarea actuală este de tip potcoavă, apoi asteroidul va deveni un cvasisatelit al Pământului spre anul 2190 și își va relua mișcarea în potcoavă.
Studii au arătat că ar fi posibil ca un cvasisatelit teoretic al lui Uranus sau al lui Neptun să rămână pe durata vieții Sistemului Solar folosind anumite condiții de excentricitate și de înclinație. Astfel de obiecte nu au fost totuși descoperite.  
În 1989, Phobos a posedat câteva luni un cvasisatelit artificial, sonda sovietică Phobos 2.

## Exemple
- Venus:
  - 2002 VE68
  - (322756) 2001 CK32

- Terra:
  - 3753 Cruithne
  - 2002 AA29[6]
  - 2003 YN107 (~1997-2006)
  - (164207) 2004 GU9
  - 2001 GO2
  - (54509) YORP
  - (419624) 2010 SO16
  - 2014 OL339
  - 2016 HO3

- Phobos (satelit al planetei Marte):
  - sonda sovietică Phobos 2 (într-o perioadă de timp)

- Cvasisateliți ai lui Jupiter [7][8]:
  - (118624) 2000 HR24 (temporar)
  - 2001 QQ199
  - (241944) 2002 CU147
  - 2004 AE9
  - 2006 QL39 (temporar)
  - 2007 GH6
  - 200P/Larsen
  - P/2003 WC7 (LINEAR-Catalina)
  - P/2002 AR2 (LINEAR)